# Vincent Paul Logan
Vincent Paul Logan (Bathgate, 30 giugno 1941 – Monifieth, 14 gennaio 2021) è stato un vescovo cattolico scozzese.

## Biografia
Vincent Paul Logan nacque a Bathgate il 30 giugno 1941  ed era il penultimo dei cinque figli di Joseph e Elizabeth Logan. I suoi fratelli si chiamavano James, John, Joseph e William.

### Formazione e ministero sacerdotale
Studiò alla St Mary's Academy di Bathgate, al St Mary's College di Aberdeen, all'epoca un seminario minore, e al St Andrew's College di Drygrange, vicino a Melrose.
Il 14 marzo 1964 fu ordinato presbitero per l'arcidiocesi di Saint Andrews ed Edimburgo nella cattedrale arcidiocesana da monsignor Gordon Joseph Gray. In seguito fu vicario parrocchiale in diverse parrocchie e poi venne inviato a Londra per compiere ulteriori studi di catechetica al Corpus Christi College. Tornato in diocesi fu consigliere diocesano per l'educazione religiosa, direttore dell'ufficio diocesano per l'educazione religiosa, vicario episcopale per l'educazione dal 1977 al 1981 e parroco della parrocchia di Santa Maria a Ratho, un villaggio nella zona rurale a ovest di Edimburgo, dal 1977 al 1981.

### Ministero episcopale
Il 26 gennaio 1981 papa Giovanni Paolo II lo nominò vescovo di Dunkeld. Ricevette l'ordinazione episcopale il 26 febbraio successivo nella cattedrale di Sant'Andrea a Dundee dal cardinale Gordon Joseph Gray, arcivescovo metropolita di Saint Andrews ed Edimburgo, co-consacranti l'arcivescovo metropolita di Glasgow Thomas Joseph Winning e il vescovo emerito di Dunkeld William Andrew Hart. Durante la stessa celebrazione prese possesso della diocesi. Con 39 anni di età era uno dei vescovi più giovani del mondo.
Nel febbraio del 2010 compì la visita ad limina.
Il 30 giugno 2012 papa Benedetto XVI accettò la sua rinuncia al governo pastorale della diocesi per motivi di salute.
Morì alla St. Mary's Care Home di Monifieth la mattina presto del 14 gennaio 2021 all'età di 79 anni per COVID-19. Le esequie si tennero il 26 gennaio alle ore 12 nella cattedrale di Sant'Andrea a Dundee in forma strettamente privata a causa della pandemia di COVID-19 e furono presiedute da monsignor Stephen Robson, suo successore. È sepolto nel Balgay Cemetery di Dundee.

## Genealogia episcopale
La genealogia episcopale è:
- Cardinale Scipione Rebiba
- Cardinale Giulio Antonio Santori
- Cardinale Girolamo Bernerio, O.P.
- Arcivescovo Galeazzo Sanvitale
- Cardinale Ludovico Ludovisi
- Cardinale Luigi Caetani
- Cardinale Ulderico Carpegna
- Cardinale Paluzzo Paluzzi Altieri degli Albertoni
- Papa Benedetto XIII
- Papa Benedetto XIV
- Papa Clemente XIII
- Cardinale Marcantonio Colonna
- Cardinale Giacinto Sigismondo Gerdil, B.
- Cardinale Giulio Maria della Somaglia
- Cardinale Carlo Odescalchi, S.I.
- Cardinale Costantino Patrizi Naro
- Cardinale Lucido Maria Parocchi
- Papa Pio X
- Cardinale Gaetano De Lai
- Cardinale Raffaele Carlo Rossi, O.C.D.
- Cardinale William Godfrey
- Cardinale Gordon Joseph Gray
- Vescovo Vincent Paul Logan